# Köln (1928)
Köln var den sista i en serie av tre lätta kryssare av Königsberg-klassen, även kallad K-Klassen, ingående i tyska Reichsmarine och senare Kriegsmarine. De övriga två fartygen var Königsberg och Karlsruhe. Under andra världskriget deltog fartyget i Operation Weserübung, det tyska anfallet på Danmark och Norge, samt vid operationer i Östersjön. Under reparation i Wilhelmshaven sänktes fartyget av allierade bombangrepp 30 mars 1945.